# پارامونت پلازا
پارامونت پلازا یک آسمان‌خراش واقع در ایالت نیویورک، ایالات متحده آمریکا می‌باشد. ساخت و ساز این ساختمان Late ۱۹۶۷ شروع شده‌است. مساحت زیربنای آن ۲۰۸٬۲۰۰ متر مربع (۲٬۲۴۱٬۰۰۰ فوت مربع)، تعداد طبقاتش ۴۸ است.